# Класифікація мотоциклів
,
Класифікація мотоциклів (лат. classis — «різновид», і facio — «роблю, розкладаю») — розподілення, виділення типу транспортного засобу за певними характерними ознаками.
Мотоцикли класифікуються за різними критеріями відбору.
За вагою: легкі (вагою до 150 кілограмів), середні (вагою від 150 до 250 кілограмів) та важкі (вагою понад 250 кілограмів).
За типом двигуна: двотактні, чотиритактні, роторні, електричні.
За конфігурацією двигуна: одноциліндрові, двоциліндрові (рядні,V- та L-подібні, опозитні), багатоциліндрові (рядні, V-подібні, опозитні)
За методом охолодження двигуна (повітряне, повітряно-оливове, рідинне).
За методом передачі зусилля від двигуна до колеса (ланцюгова, карданна, пасова).
За кількістю коліс: двоколісні, триколісні (мотоцикли з боковим причепом (коляскою), трайки), чотириколісні (квадроцикли).
Відповідно до призначення та особливостей зовнішнього вигляду сучасні мотоцикли, призначені для їзди дорогами загального користування, поділяють на такі типи: дорожній мотоцикл (родстер), спортбайк, стрітфайтер, чоппер, круїзер, кастом, турер, ендуро, мотард тощо.
Дорожній мотоцикл, родстер (roadster) — найбільш універсальний, утилітарний тип мотоцикла, призначений для їзди переважно асфальтованими дорогами. Особливості посадки на дорожньому мотоциклі, характеристики двигуна тощо покликані зробити його максимально зручним у повсякденному користуванні. Сучасний родстер може бути або позбавлений будь-якого вітрозахисту, або обладнаний невеликим обтічником та вітровим склом. Наявність вітрозахисту наближає родстер до туристичних мотоциклів і робить значно привабливішим для далеких поїздок. Мотоциклетна продукція Радянського Союзу та соціалістичних країн, що надходила у продаж, була представлена майже виключно технікою цього типу. Представники: Yamaha серій FZ та XJ, Suzuki GSF Bandit, Honda CB Hornet тощо.
Класик, неокласик — дорожній мотоцикл, що відзначається консервативними зовнішністю та конструкцією. Призначений любителям «ностальгічного» ретро-стилю (наприклад, Ducati GT1000).
Спортбайк (sportbike) — мотоцикл, конструкція якого спрямована на досягнення максимальної швидкості. Велику увагу при цьому приділяють аеродинаміці, тому для спортбайків характерне розвинене облицювання, що закриває усі основні агрегати, і ефективний обтічник. Для спортбайків характерна посадка, з сильним нахилом уперед, коли пілот майже лежить на баку, але руки при цьому - розслаблені й ледь торкаються керма. Мотоцикли відзначаються гострим, точним керуванням, обладнані ефективними гальмами і форсованими, високообертовими двигунами. Особливості конструкції, які сприяють досягненню максимального результату на треку, водночас створюють декотрі складнощі при повсякденній їзді, особливо для недосвідчених мотоциклістів, а також роблять втомливими поїздки на великі відстані. Представники — Honda серій CBR, Yamaha YZF-R, Suzuki GSX-R, Kawasaki ZX, Ducati 1198.
Потужні спортбайки з об'ємом двигуна 1000 куб.см (для двоциліндрових — до 1200 куб. см) часто називають супербайками.
Стрітфайтер (streetfighter) — «вуличний боєць», мотоцикл для гонок міськими вулицями. Найважливіша характеристика — розгінна динаміка, можливість максимально енергійного старту з місця. Головні агрегати і системи (двигун, ходова частина) часто запозичені у супербайків, але, на відміну від останніх, вітрозахист тут практично відсутній. Навпаки, характерний для цього класу агресивно-техногенний дизайн передбачає максимальну відкритість усіх агрегатів, з виставленими напоказ трубами тощо. Представники: KTM Duke та SuperDuke, Suzuki B-King, BMW R1200R
Чоппер (chopper) — тип мотоцикла, що максимально асоціюється з байкерською субкультурою у її американському варіанті. Відзначається характерним зовнішнім виглядом: заднє колесо менше та ширше за переднє, низьке сідло «сходинкою» (часто зі спинкою для пасажира), винесені уперед підніжки з педалями, високе кермо, бак краплевидної форми тощо. Двигун — здебільшого V-подібний двоциліндровий, проте трапляються також опозитні і одноциліндрові. Особливості конструкції формують специфічну посадку — низьку, зручну, з витягнутими ногами. Головною для даного класу мотоциклів є особливості зовнішності та відповідність канонам стилю, натомість ходові властивості (швидкість, керованість) вважаються другорядними. Щодо того, чи можна вважати чоппером серійний мотоцикл промислового виробництва, одностайної думки нема. Однак серед серійних машин, що мають яскраво виражені ознаки стилю, можна назвати, наприклад, Honda VT1300CX Fury чи Harley-Davidson серій Dyna та Sportster.
Круїзер (cruiser) — мотоцикл, стилістично близький до чопера, проте відрізняється від нього однаковим розміром переднього і заднього коліс, більшими розмірами та масою і кращою пристосованістю до далеких поїздок, наприклад: Yamaha XVS та XV («Midnight Star»), Kawasaki VN («Vulcan»), Suzuki Intruder, Harley-Davidson Glide та Road King.
Кастом (custom) — мотоцикл, виготовлений на індивідуальне замовлення, з унікальною зовнішністю. Нерідко кастоми помилково ототожнюють з чоперами, насправді вони можуть належати і до зовсім інших типів мотоциклів. Для сучасного кастомайзингу характерна переважна спрямованість на досягнення зовнішнього ефекту, за принципом «мистецтво заради мистецтва», з ігноруванням ходових характеристик.
Ендуро (enduro). Початково — мотоцикл для перегонів бездоріжжям або спеціальними трасами, подібними до кросових, на великі відстані. Пізніше термін став застосовуватись для всіх мотоциклів, які за аналогією з автомобілями можна назвати мотоциклом підвищеної прохідності. Мотоцикли цього типу призначені для пересування і асфальтованими дорогами, і бездоріжжям, звідси інша назва класу — мотоцикл подвійного призначення. Характерні ознаки — великий кліренс, значні ходи підвісок, захист агрегатів знизу, спицьовані колеса, гума з розвиненим протектором.
Мотард — свого роду «міський ендуро». Виготовляється переважно на базі мотоциклів подвійного призначення шляхом заміни коліс на 17-и дюймові переднє та заднє і встановлення шин з дорожнім протектором, а підвіски робляться жорсткіші. При цьому геометрична прохідність зберігається, що дозволяє долати сходи, бордюри та інші характерні для міста перешкоди.
Турер (tourer) — туристичний мотоцикл, призначений для далеких подорожей. Переважно турери — дорогі апарати з високим рівнем комфорту, розвиненим вітрозахистом та великою кількістю додаткового обладнання: багажні кофри, підігрів рукояток керма, навігаційні системи тощо.
На стику класів ендуро та турерів з'явились «туристичні ендуро», що відрізняються від звичайних мотоциклів подвійного призначення більшою масою та комфортом, а також кращою пристосованістю до тривалої їзди асфальтовими дорогами з деякою втратою позашляхових властивостей.
Поєднання властивостей спортбайка та турера призвело до виникнення спорттурерів — потужних мотоциклів, призначених для тривалої їзди з високою швидкістю, переважно автомагістралями. Спорттурери відзначаються потужними двигунами та гальмівними системами, проте, порівняно з трековими спортбайками, забезпечують зручнішу посадку і взагалі значно вищий рівень комфорту. До числа спорттурерів належать одні з найпотужніших і найшвидкісніших серійних мотоциклів, які за видатні характеристики дістали назву гіпербайків.